# A. B. Thompson

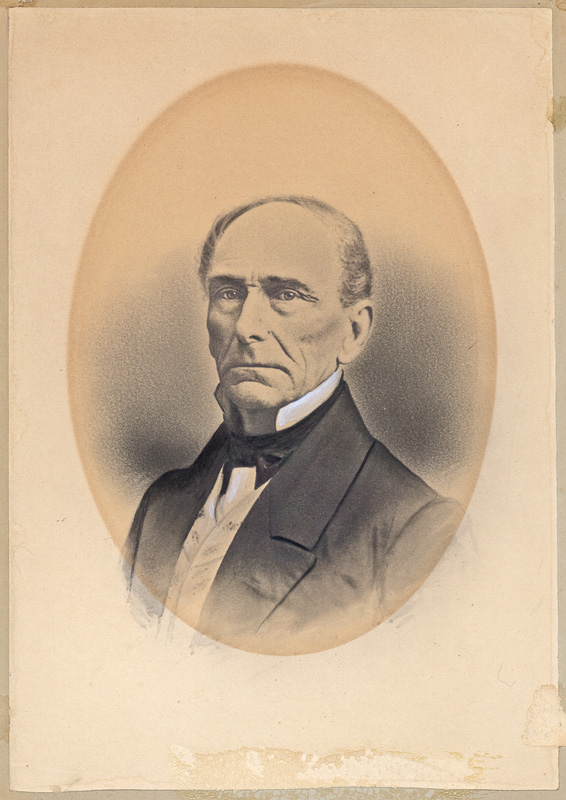
Abner B. Thompson

Abner Bourne Thompson (* 23. September 1797 in Middleborough, Massachusetts; † 4. August 1871 in Brunswick, Maine) war ein US-amerikanischer Geschäftsmann, General und Politiker, der im Jahr 1831 Maine State Treasurer war.

## Leben
A. B. Thompson wurde in Middleborough als Sohn von Benjamin Thomson und Mary Bourn geboren. Er zog im Jahr 1817 nach Brunswick, Maine. Dort war er als Geschäftsmann tätig. Er war Mitinhaber der Warumbo Company, einer Mühle sowie weiterer Geschäfte. Thompson gehörte der Miliz von Maine an, er trat als Private ein und erreichte den Rang eines Generals. Acht Jahre lang war er Adjutant General von Maine.
Dem Senat von Maine gehörte er ein Jahr an und im Jahr 1831 war er Treasurer von Maine. Thompson gehörte der Mason United Lodge in Brunswick an und war Grand Master sowie Grand High Priest of the Grand Chapter of Maine von 1855 bis 1856.
A. B. Thompson war mit Eliza Williams (1801–1852) verheiratet. Sie hatten vier Töchter und einen Sohn. Er starb am 4. August 1871. Sein Grab befindet sich auf dem Pine Grove Cemetery in Brunswick.